# Myochromella
Myochromella V. Hofst., Clémençon, Moncalvo & Redhead – rodzaj grzybów z rodziny kępkowcowatych (Lyophyllaceae).

## Charakterystyka
Grzyby kapeluszowe występujące pojedynczo lub grupkami. Kapelusz prążkowany, higrofaniczny. Blaszki szerokie, wolne lub prawie wolne. Trzon stosunkowo cienki i nieco chrzęstny. Zarodniki gładkie, nieamyloidalne, hialinowe, w masie białe. W podstawkach obficie dobrze widoczne granulki. W strzępkach występują sprzążki.

## Systematyka i nazewnictwo
Pozycja w klasyfikacji według Index Fungorum
Lyophyllaceae, Agaricales, Agaricomycetidae, Agaricomycetes, Agaricomycotina, Basidiomycota, Fungi.
Gatunki występujące w Polsce
- Myochromella boudieri (Kühner & Romagn.) V. Hofst., Clémençon, Moncalvo & Redhead 2015 (w pracy Gierczyka i in. opisany jako Lyophyllum boudieri Kühner & Romagn.)[3].
- Myochromella inolens (Fr.) V. Hofst., Clémençon, Moncalvo & Redhead, in Hofstetter, Redhead, Kauff, Moncalvo, Matheny & Vilgalys 2015 – tzw. kępkowiec brązowooliwkowy